# 水原真知子
水原 真知子（みずはら まちこ、1926年9月21日 - ）は、日本の女優。
1958年に芸名を「水原真智子」に改名。OSK日本歌劇団出身。

## 出演映画

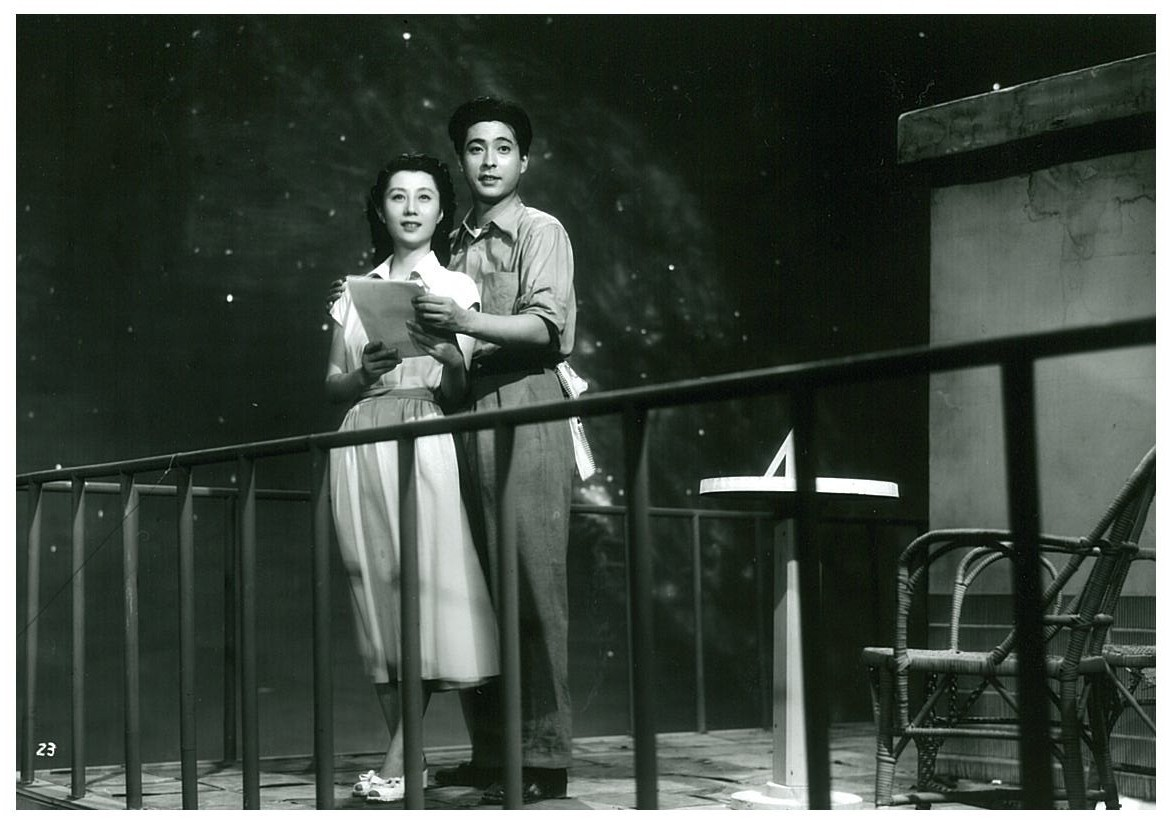
『こんな私じゃなかったに』（1952年）

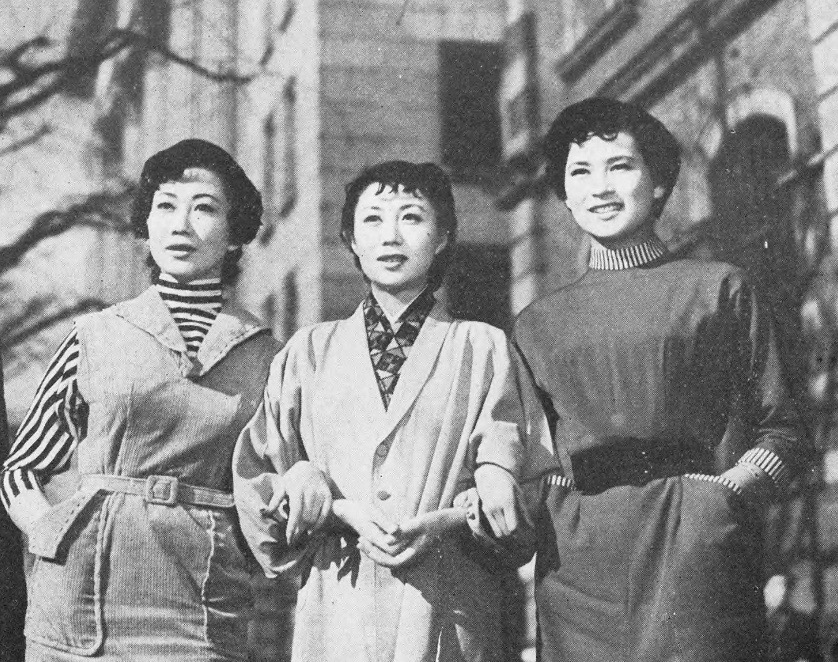
『求婚三人娘』（1954年）

| 公開日         | 作品名                                               | 役名             |
| -------------- | ---------------------------------------------------- | ---------------- |
| 1950年11月11日 | 『東京新撰組』                                       | 明代の朋輩       |
| 1950年12月15日 | 『三つの結婚』                                       | 吉沢桂子         |
| 1951年2月11日  | 『愛情の旋風』                                       | 良子（酌婦）     |
| 1951年3月17日  | 『怪塔伝』                                           | 小萩             |
| 1951年4月20日  | 『初恋トンコ娘』                                     | 糸子             |
| 1951年4月27日  | 『天明太郎』                                         | 娘花枝           |
| 1951年6月15日  | 『あゝ青春』                                         | 吉川房江         |
| 1951年7月19日  | 『若い季節』                                         | 津村幸子         |
| 1951年8月17日  | 『母待草』                                           | 佐伯朝子         |
| 1951年9月21日  | 『飛び出した若旦那』                                 | 千代香           |
| 1951年11月8日  | 『吃七捕物帖 一番手柄』                              | 女房お清         |
| 1952年1月3日   | 『夢と知りせば』                                     | 妹眞理子         |
| 1952年3月20日  | 『紅扇』                                             | 福子             |
| 1952年4月18日  | 『その夜の妻』                                       | 田川文江         |
| 1952年5月8日   | 『東京騎士伝』                                       | マリ子           |
| 1952年5月15日  | 『腰抜け伊達騒動』                                   | お秀             |
| 1952年6月12日  | 『女のいのち』                                       | 小泉夏江         |
| 1952年7月9日   | 『愛情の決闘』                                       | 木村順子         |
| 1952年8月7日   | 『こんな私じゃなかったに』                           | 妹千秋           |
| 1952年8月7日   | 『新婚の夢』                                         | 三枝アキ         |
| 1952年9月24日  | 『お嬢さん社長と丁稚課長』                           | 綾子             |
| 1953年3月12日  | 『女性の声』                                         | 須山由紀子       |
| 1953年4月15日  | 『お役者小僧』                                       | 綾               |
| 1953年5月27日  | 『真珠母』                                           | 畠中雪子         |
| 1953年7月1日   | 『弁天横丁』                                         | 鈴子             |
| 1953年7月14日  | 『ひばり捕物帳 唄祭り八百八町』                      | 娘みどり         |
| 1953年9月30日  | 『沖縄健児隊』                                       | 三浦妙子         |
| 1953年10月7日  | 『東京マダムと大阪夫人』                             | 西川房江         |
| 1953年10月21日 | 『処女雪』                                           | 江上貞枝         |
| 1954年1月3日   | 『蛮から社員』                                       | 娘京子           |
| 1954年2月3日   | 『求婚三人娘』                                       | 風速信子         |
| 1954年2月17日  | 『陽のあたる家』                                     | 山田咲子         |
| 1954年3月10日  | 『別離』                                             | 飯島ひさよ       |
| 1954年5月12日  | 『裸形家族』                                         | 杉原雅子         |
| 1954年6月29日  | 『黒い罌栗』                                         | 印南フジ         |
| 1954年7月13日  | 『おとこ大学 新婚教育の巻』                          | 妹小照           |
| 1954年9月22日  | 『君に誓いし』                                       | 風間八重         |
| 1954年9月29日  | 『若き日は悲し』                                     | 藤川京子         |
| 1955年1月3日   | 『あなたと共に』                                     | 姉昌子           |
| 1955年1月15日  | 『大学は出たけれど』                                 | 清川琴子         |
| 1955年2月12日  | 『三人娘 只今婚約中』                                | 岩見素子         |
| 1955年3月1日   | 『この世の花 第一部 慕情の巻』                       | 峰由美           |
| 1955年3月8日   | 『飛竜の門』                                         | 芸妓小りん       |
| 1955年3月8日   | 『この世の花 第二部 悲恋の巻』                       | 峰由美           |
| 1955年3月8日   | 『この世の花 第三部 開花の巻』                       | 峰由美           |
| 1955年5月18日  | 『奥様多忙』                                         | 桜井直子         |
| 1955年6月13日  | 『りゃんこの弥太郎』                                 | おはる           |
| 1955年8月8日   | 『美女決闘』                                         | 比子             |
| 1955年9月6日   | 『綱渡り見世物侍』                                   | お小夜           |
| 1955年11月6日  | 『続この世の花 第四部 おもいでの花 第五部 浪花の雨』 | 由美             |
| 1955年11月22日 | 『関の弥太ッぺ』                                     | 女房のおすみ     |
| 1955年12月28日 | 『大江戸出世双六』                                   | おちか           |
| 1956年1月8日   | 『むすこ大学』                                       | 姉妙子           |
| 1956年2月19日  | 『続この世の花 第六部 月の白樺 第七部 別れの夜道』   | 妻由美           |
| 1956年3月28日  | 『ここに幸あり 前篇 誘惑の都』                       | 峯京子           |
| 1956年4月4日   | 『ここに幸あり 後篇 花咲く朝』                       | 峯京子           |
| 1956年4月17日  | 『十九の春』                                         | 芸者梶太郎       |
| 1956年6月8日   | 『緑なる人 前篇 別れの夜汽車』                       | 野津加奈子       |
| 1956年6月15日  | 『緑なる人 後篇 愛の奔流』                           | 野津加奈子       |
| 1956年7月13日  | 『のんき侍大暴れ』                                   | 夜桜のお源       |
| 1956年9月19日  | 『松竹まつりスタア総動員 スタジオ超特急』            | 本人紹介         |
| 1956年10月3日  | 『松竹まつりスタア総動員 女優誕生』                  | 本人紹介         |
| 1957年1月22日  | 『まだら頭巾剣を抜けば 乱れ白菊』                    | お白粉お綱       |
| 1957年2月6日   | 『女だけの街』                                       | 澄子             |
| 1957年3月20日  | 『男の牙』                                           | 白川通子         |
| 1957年4月3日   | 『浪人街』                                           | お新             |
| 1957年4月16日  | 『大江戸風雲絵巻 天の眼』                            | お牧の方         |
| 1957年7月30日  | 『怪談色ざんげ 狂恋女師匠』                          | おせん           |
| 1957年9月22日  | 『伝七捕物帖 銀蛇呪文』                              | 妻勢津           |
| 1957年12月10日 | 『赤城の子守唄』                                     | お徳             |
| 1958年3月18日  | 『螢火』                                             | 椙               |
| 1958年6月24日  | 『欲』                                               | お咲             |
| 1958年7月13日  | 『大岡政談 謎の逢びき』                              | おかん           |
| 1958年8月31日  | 『七人若衆誕生』                                     | 姉おさい         |
| 1958年12月7日  | 『蟻の街のマリア』                                   | 利恵（五三の妻） |
| 1958年12月21日 | 『七人若衆大いに売り出す』                           | 乳母お牧         |
| 1959年4月14日  | 『からたち日記』                                     | かるた           |
| 1959年6月21日  | 『太陽に背く者』                                     | 徳永の妻澄子     |
| 1959年12月15日 | 『かくれた人気者』                                   | 関口八重子       |
| 1960年1月3日   | 『わが愛』                                           | おうめ           |
| 1960年1月21日  | 『忍術武者修行』                                     | お国             |
| 1960年3月13日  | 『命との対決』                                       | ゆかり           |
| 1960年5月20日  | 『番頭はんと丁稚どん』                               | ふみえ           |
| 1960年8月21日  | 『続番頭はんと丁稚どん』                             | 谷使河原きみ子   |
| 1960年11月30日 | 『浮気のすすめ 女の裏窓』                            | 市川和子         |

## テレビドラマ
- 1962年6月2日から8月25日まで - 『青い山脈 (テレビドラマ)』 毎日放送（土曜 20:00 - 20:30）[85][信頼性要検証]